# Tage Thompson
Pour les articles homonymes, voir Thompson.
Tage Thompson (né le 30 octobre 1997 à Phoenix dans l'État de l'Arizona aux États-Unis) est un joueur professionnel américain de hockey sur glace. Il évolue au poste de centre.

## Biographie
Après son parcours avec l'United States National Development Team dans la USHL, Thompson entreprend sa carrière universitaire avec les Huskies du Connecticut dans la NCAA. À sa saison recrue en 2015-16, il obtient 32 points (14 buts et 18 aides) en 36 matchs et termine au 2e rang des marqueurs de son équipe. 
Éligible au repêchage d'entrée dans la LNH 2016, il est sélectionné au 1er tour (26e choix au total) par les Blues de Saint-Louis. Lors de sa 2e saison avec les Huskies, il participe à 34 matchs, mais rate 2 rencontres afin de prendre part au Championnat du monde junior de hockey sur glace 2017 avec l'équipe américaine avec laquelle il décroche la médaille d'or. En 34 parties avec les Huskies, il récolte 32 points dont 19 buts et termine en tête des pointeurs de son équipe. À la fin de la saison 2016-2017, il décide de mettre un terme à sa carrière universitaire et signe son contrat d'entrée de 3 ans avec les Blues, le 7 mars 2017. Il obtient aussitôt un essai amateur avec le club-école des Blues, les Wolves de Chicago, valide pour le reste de la saison 2016-2017. 
Le 4 octobre 2017, il dispute son premier match dans la LNH face aux Penguins de Pittsburgh.
Le 1er juillet 2018, il est échangé aux Sabres de Buffalo en compagnie de Patrik Berglund, Vladimir Sobotka ainsi qu'un choix de 1er tour en 2019 et un choix de 2e tour en 2021 en retour de Ryan O'Reilly. 
Le 7 décembre 2022, au cours d'une victoire 9-4 contre les Blue Jackets de Columbus, il devient le 18e joueur de la LNH à marquer 4 buts en une période et termine la rencontre avec cinq buts et six points.

### Vie privée
Il est le fils du joueur et entraîneur Brent Thompson et le frère de Tyce Thompson qui ont également évolué dans la LNH.

## Statistiques

### En club
| Saison     | Équipe                         | Ligue      |     | Saison régulière | Saison régulière | Saison régulière | Saison régulière | Saison régulière |   | Séries éliminatoires | Séries éliminatoires | Séries éliminatoires | Séries éliminatoires | Séries éliminatoires |
| Saison     | Équipe                         | Ligue      | PJ  | B                | A                | Pts              | Pun              | PJ               | B | A                    | Pts                  | Pun                  |                      |                      |
| 2014-2015  | U.S. National Development Team | USHL       | 25  | 7                | 7                | 14               | 20               | -                | - | -                    | -                    | -                    |                      |                      |
| 2015-2016  | Université du Connecticut      | NCAA       | 36  | 14               | 18               | 32               | 12               | -                | - | -                    | -                    | -                    |                      |                      |
| 2016-2017  | Université du Connecticut      | NCAA       | 34  | 19               | 13               | 32               | 24               | -                | - | -                    | -                    | -                    |                      |                      |
| 2016-2017  | Wolves de Chicago              | LAH        | 16  | 1                | 1                | 2                | 2                | 10               | 2 | 1                    | 3                    | 4                    |                      |                      |
| 2017-2018  | Blues de Saint-Louis           | LNH        | 41  | 3                | 6                | 9                | 12               | -                | - | -                    | -                    | -                    |                      |                      |
| 2017-2018  | Rampage de San Antonio         | LAH        | 30  | 8                | 10               | 18               | 4                | -                | - | -                    | -                    | -                    |                      |                      |
| 2018-2019  | Sabres de Buffalo              | LNH        | 65  | 7                | 5                | 12               | 20               | -                | - | -                    | -                    | -                    |                      |                      |
| 2018-2019  | Americans de Rochester         | LAH        | 8   | 6                | 3                | 9                | 4                | 3                | 2 | 0                    | 2                    | 2                    |                      |                      |
| 2019-2020  | Sabres de Buffalo              | LNH        | 1   | 0                | 0                | 0                | 0                | -                | - | -                    | -                    | -                    |                      |                      |
| 2019-2020  | Americans de Rochester         | LAH        | 16  | 6                | 6                | 12               | 8                | -                | - | -                    | -                    | -                    |                      |                      |
| 2020-2021  | Sabres de Buffalo              | LNH        | 38  | 8                | 6                | 14               | 17               | -                | - | -                    | -                    | -                    |                      |                      |
| 2021-2022  | Sabres de Buffalo              | LNH        | 78  | 38               | 30               | 68               | 37               | -                | - | -                    | -                    | -                    |                      |                      |
| 2022-2023  | Sabres de Buffalo              | LNH        | 78  | 47               | 47               | 94               | 39               | -                | - | -                    | -                    | -                    |                      |                      |
| 2023-2024  | Sabres de Buffalo              | LNH        | 71  | 29               | 27               | 56               | 43               | -                | - | -                    | -                    | -                    |                      |                      |
| Totaux LNH | Totaux LNH                     | Totaux LNH | 372 | 132              | 121              | 253              | 168              | -                | - | -                    | -                    | -                    |                      |                      |

### En équipe nationale
| Année | Équipe         | Compétition                  |    | PJ | B | A | Pts | Pun                |  | Résultat |
| 2015  | États-Unis U18 | Championnat du monde -18 ans | 7  | 0  | 1 | 1 | 2   | Médaille d'or      |  |          |
| 2017  | États-Unis U20 | Championnat du monde junior  | 7  | 1  | 4 | 5 | 4   | Médaille d'or      |  |          |
| 2018  | États-Unis     | Championnat du monde         | 10 | 1  | 2 | 3 | 16  | Médaille de bronze |  |          |
| 2021  | États-Unis     | Championnat du monde         | 8  | 1  | 4 | 5 | 2   | Médaille de bronze |  |          |

## Trophées et honneurs personnels

### Ligue nationale de hockey
- 2022-2023 : invité au 67e Match des étoiles mais n'y participe pas en raison d'une blessure